# Stanisław Nawara

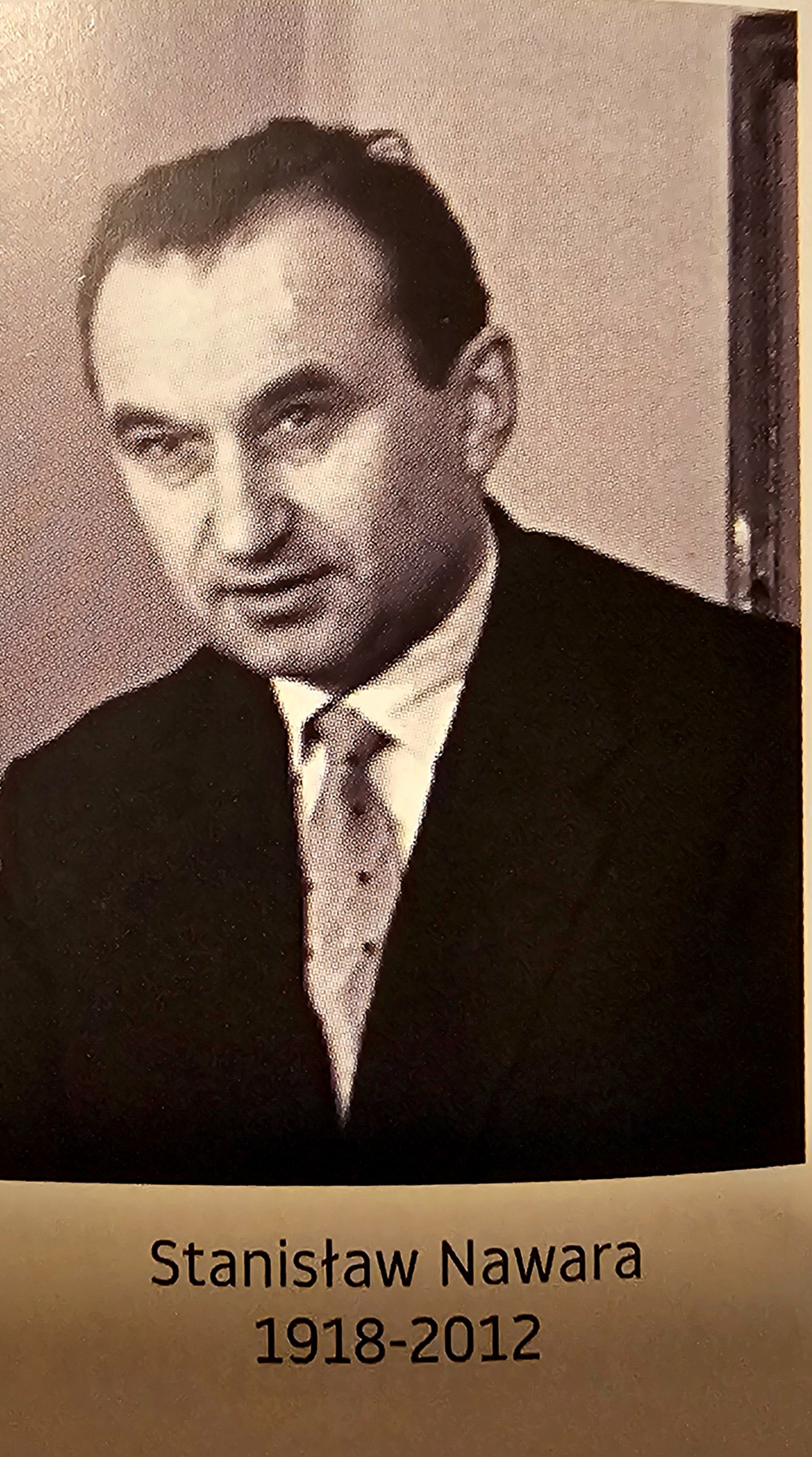

Stanisław Nawara (ur. 19 listopada 1918 w Będuszu k/Myszkowa, zm. 25 kwietnia 2012) – polski inżynier budownictwa, specjalista w gospodarce wodnej, uzdatnianiu wód oraz ochronie środowiska. Był wieloletnim dyrektorem Miejskiego Przedsiębiorstwa Wodociągów i Kanalizacji w Częstochowie, autorem innowacyjnych rozwiązań technologicznych oraz współtwórca Ośrodków Badań i Kontroli Środowiska w Polsce.

## Biografia
Stanisław Nawara urodził się 19 listopada 1918 roku w Będuszu k/Myszkowa. Podczas II wojny światowej pracował jako robotnik w Papierni w Myszkowie. W 1952 roku ukończył Politechnikę Warszawską na Wydziale Budownictwa. Bezpośrednio po studiach rozpoczął pracę w Miejskim Przedsiębiorstwie Wodociągów i Kanalizacji (MPWiK) w Częstochowie, gdzie w 1954 roku został dyrektorem.
W trakcie swojej kariery zawodowej w MPWiK Nawara skupił się na rozwiązaniu problemów związanych z deficytem wody pitnej w Częstochowie oraz poprawą jej jakości. Wprowadził innowacyjne technologie, takie jak ozonowanie wody – po raz pierwszy zastosowane w Polsce – oraz nadzorował budowę strategicznych ujęć wody, oczyszczalni ścieków i rozbudowę sieci wodociągowej na terenie miasta i okolic.
W 1967 roku został mianowany Dyrektorem Departamentu Wodociągów i Kanalizacji w Ministerstwie Ochrony Środowiska, gdzie pełnił kolejne funkcje kierownicze, m.in. Dyrektora Państwowej Inspekcji Ochrony Środowiska oraz Naczelnego Dyrektora Centrum Techniki Komunalnej. W tym czasie współtworzył koncepcję i wdrożył system Ośrodków Badań i Kontroli Środowiska, działających do dziś jako Wojewódzkie Inspektoraty Ochrony Środowiska.

## Osiągnięcia
- Wdrożenie w Polsce pierwszego systemu ozonowania wody[1].
- Budowa centralnej oczyszczalni ścieków w Częstochowie, nagrodzonej Państwową Nagrodą II stopnia[1].
- Współtworzenie Konwencji Helsińskiej dotyczącej ochrony środowiska Bałtyku[2].
- Inicjatywa utworzenia Przemysłowej Spółki Wodnej „Warta” w Częstochowie[1].
- Autor licznych artykułów naukowych i patentów w dziedzinie gospodarki wodnej[2].

## Odznaczenia
- Krzyż Kawalerski Orderu Odrodzenia Polski[1].
- Złote Odznaki Naczelnej Organizacji Technicznej (NOT) i Polskiego Zrzeszenia Inżynierów i Techników Sanitarnych (PZITS)[2].
- Liczne wyróżnienia lokalne i krajowe, w tym odznaki „Zasłużony dla Województwa” (Kielce, Częstochowa, Kraków, Poznań, Warszawa, Gdańsk, Kołobrzeg)[2].

## Życie prywatne
Stanisław Nawara zmarł 25 kwietnia 2012 roku w wieku 93 lat. Do ostatnich chwil pozostawał aktywny zawodowo i społecznie. Został pochowany na cmentarzu w Niegowej, w pobliżu swojej posesji na Jurze Krakowsko-Częstochowskiej. Pozostawił troje dzieci i czworo wnuków.